# Pròtesi amovible de resina

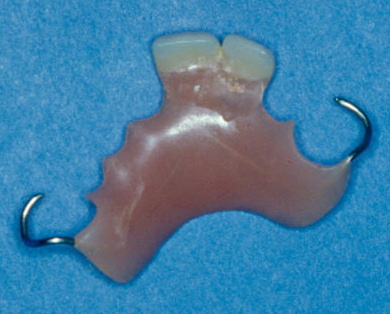
Pròtesi parcial de resina.

Una Pròtesi amovible de resina és un dels tipus de pròtesi que agrupen aquelles que estan fetes amb resina acrílica (o altres plàstics), i que poden ser posades i tretes pel mateix pacient. L'elaboració d'aquestes pròtesis dentals ha d'atendre tant a criteris funcionals com estètics, i requereixen un manteniment higiènic acurat per part del pacient que les porta, tant de la cavitat oral com de la pròtesi pròpiament, que ha de ser extreta per netejar.
Al seu torn, aquestes pròtesis es subdivideixen en dos tipus: les pròtesis amovibles completes i les pròtesis amovibles parcials.

## Pròtesis amovibles completes

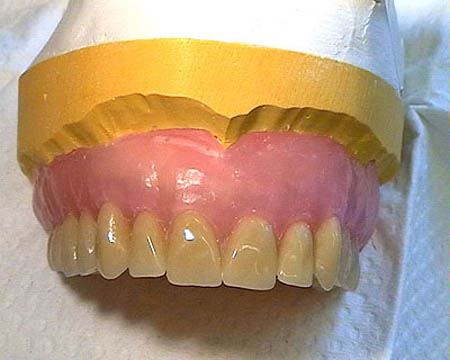
Pròtesi completa superior ("dentadura postissa").

Les pròtesis amovibles completes, conegudes per la gent comunament com a dentadures postisses, es realitzen quan el pacient no té cap dent, sent per tant muco-suportades perquè no disposa de pilars per a la subjecció. El suport de la pròtesi es pren a partir d'unes amples bases, que s'estenen sobre la superfície de la mucosa en els processos alveolars. Poden ser unimaxil·lars o bimaxil·lars, és a dir, superior, inferior, o ambdues, si el pacient no té peces dentàries en cap de les dues arcades. En aquest tipus de pròtesi, és necessari aconseguir un equilibri oclusal de l'articulació superior amb la inferior, tenint en compte els moviments mandibulars, la masticació, l'estabilitat de la pròtesi, etc.

## Pròtesis amovibles parcials

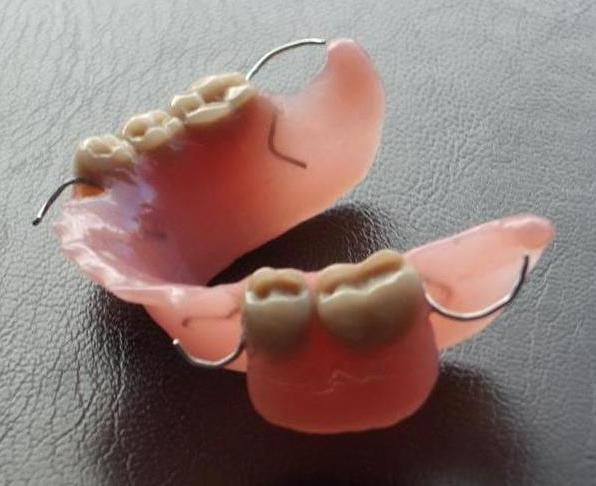
Pròtesi parcial inferior de resina.

Les pròtesis amovibles parcials es realitzen quan el pacient té alguna dent romanent, que contribuirà a la retenció de la pròtesi mitjançant retenidors forjats o colats, sent per tant dentomucosuportada. No són unes pròtesis molt usades, ja que les pròtesis amovibles parcials metàl·liques ofereixen una major qualitat i millor funcionalitat. Solen usar-se simplement com pròtesis provisionals.